# Hana Purkrábková
Hana Purkrábková (19. srpna 1936, Tábor – 14. ledna 2019) byla česká keramička a sochařka.

## Životopis
Po ukončení základní školy v Táboře studovala v letech 1951–1955 na Střední průmyslové škole keramické v Bechyni. Škola pod vedením chemika Ing. Petrů měla v té době vynikající pedagogický sbor (vedoucí výtvarného odboru akad. sochař prof. Bohumil Dobiáš) a vyznačovala se liberální atmosférou. Odtud byla přijata na Vysokou školu uměleckoprůmyslovou v Praze do ateliéru profesora Jana Kavana, kde se seznámila s Karlem Pauzerem.
Po absolvování školy v roce 1961 byla zaměstnána v keramické dílně Ústředí uměleckých řemesel ve Štěchovicích (dříve podnik rodiny Davidových) a až do roku 1969 zde realizovala i svou volnou tvorbu.
V letech 1962–1969 se zúčastnila několika výstav mladých výtvarníků v Praze, Mezinárodního keramického symposia ve Špálově galerii, výstavy v Amsterdamu a důležité výstavy Nová figurace v Mánesu.
Od roku 1969 se zabývala pouze volnou tvorbou v ateliéru, který vybudovali společně s Karlem Pauzerem v Brunšově. V období normalizace vystavovala převážně keramiku a ojediněle sochy na společných výstavách, její první autorská výstava (společně s V. Boudníkovou) se konala roce 1977 v Týně nad Vltavou, autorská výstava s Karlem Pauzerem se uskutečnila až v roce 1988 (Atrium Praha). Zúčastnila se neoficiálních výstav v 80. letech a podílela se na sborníku „Šedá cihla“, vydaném Jazzovou sekcí roku 1985. V roce 1986 obdržela zlatou medaili na Mezinárodní výstavě keramiky v Gualdo Tadino v Itálii.
Od roku 1991 byla členkou obnovené Umělecké besedy. Žila a pracovala v Brunšově.

## Dílo
Svá díla vytváří téměř výhradně v keramické a šamotové hlíně a ponechává jim barvu materiálu a režný povrch nebo je dotváří patinou a jemnou polychromií.
Jejím celoživotním tématem je figura, psychologie lidských výrazů a situací. Na počátku, kdy paralelně s užitkovou keramikou točenou na hrnčířském kruhu tvořila komorní plastiky, navázala volně modelací, barevností i civilní věcností na odkaz předchozí generace sochařů, výrazem, stylizací i pojetím již ale spoluvytvářela estetiku nové figurace.
Autorka nezobrazuje tváře, ale lidské typy, nezajímají ji konkrétní rysy, ale zobecňující podobenství lidské malosti, nedokonalosti a drobných neřestí. Přistihuje člověka v banálních či trapných situacích, někdy se soucitem a porozuměním (skupina sedících paní), jindy s ironií a nadsázkou (jedlíci, lenivci a snivci).
Zcela nemilosrdná je však autorka při expresivním či groteskním zpodobení nejrůznějších hlavounů, křiklounů a pozorovatelů, jejichž lidská malost je patrná i přes hrozivou gestikulaci.
Protějškem jim jsou pasivně vyhlížející polopostavy občanů nebo spáčů.
Svět lidí a zvířat, na počátku tvorby zachycený v obecných situacích a vztazích (Přátelský pes, Pán a pes), se nakonec prolne a splyne v chiméru zvířete s lidskou tváří – nelaskavý symbol Kandidáta naší doby.

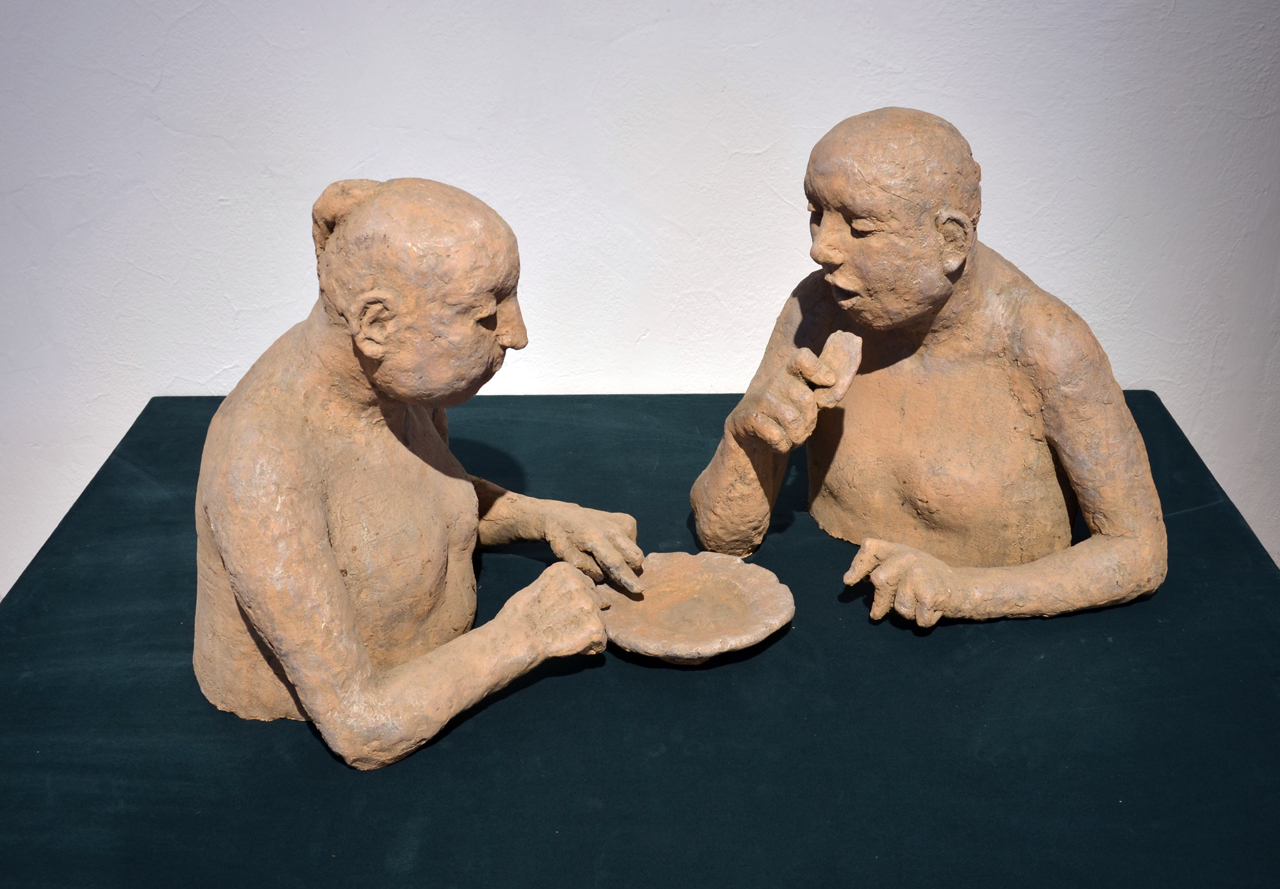
Hana Purkrábková, Ochutnávají tiše, 1997
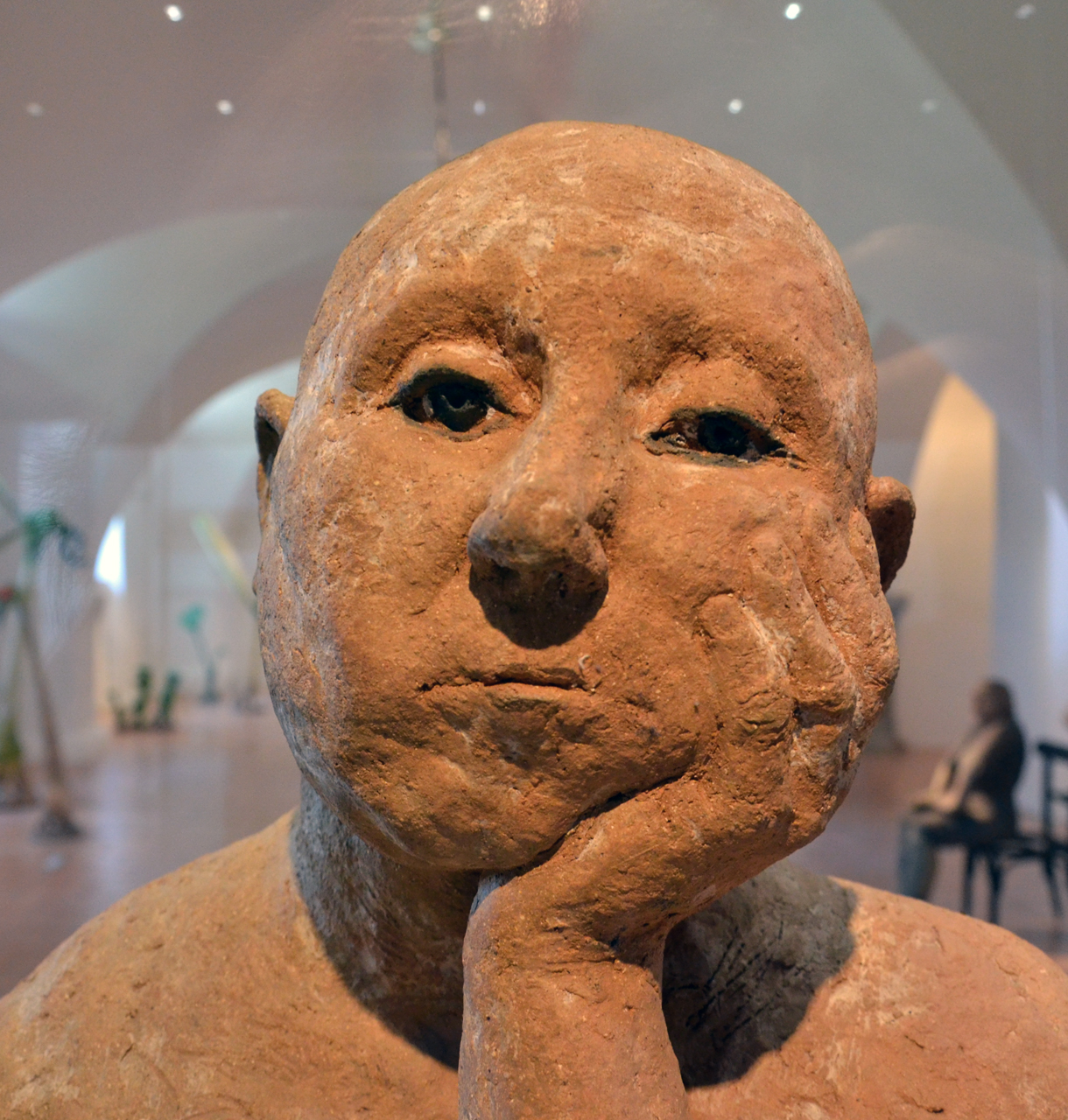
Hana Purkrábková, Zadumanec (detail), 2009
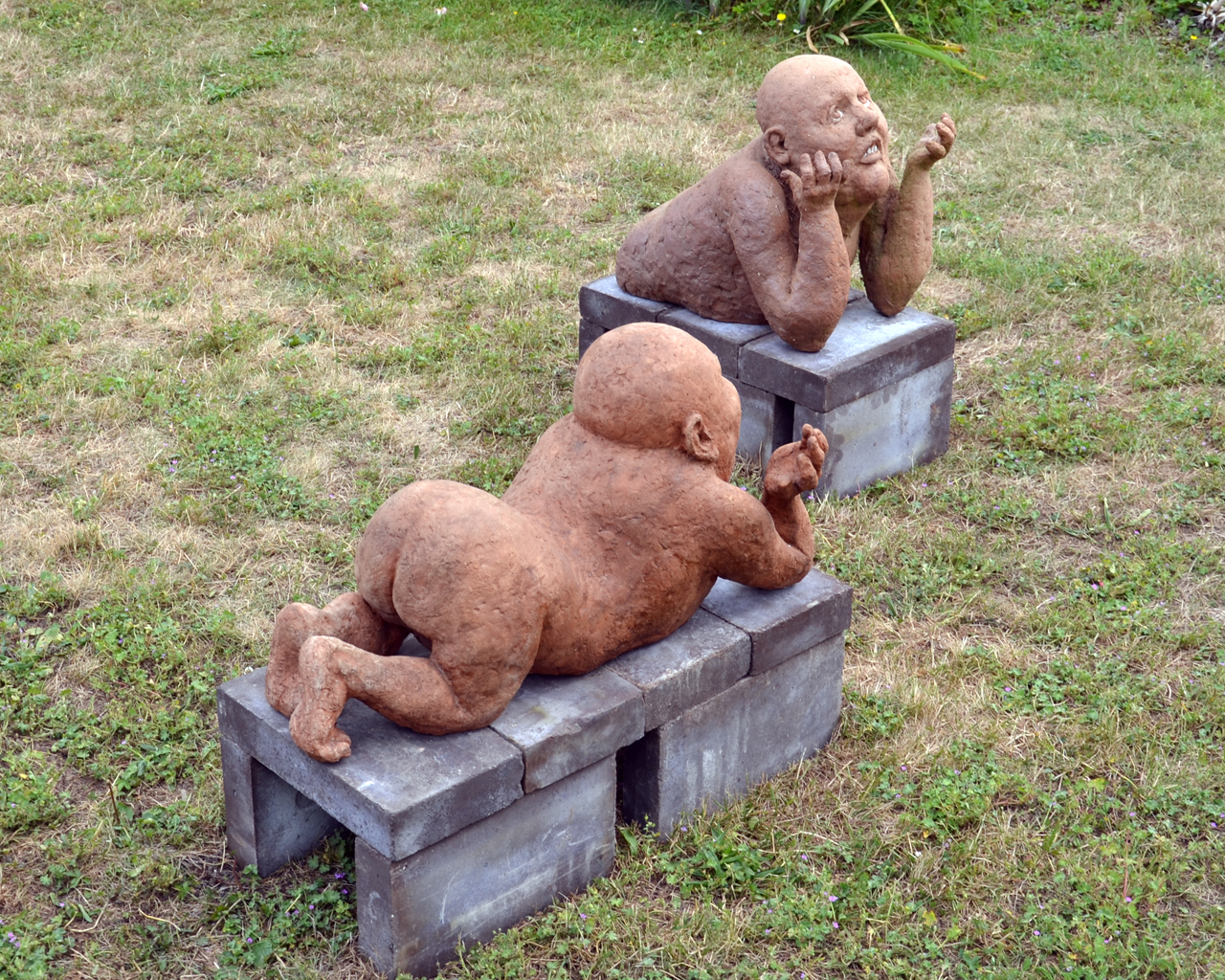
Hana Purkrábková, Bědující píďalkové 2013
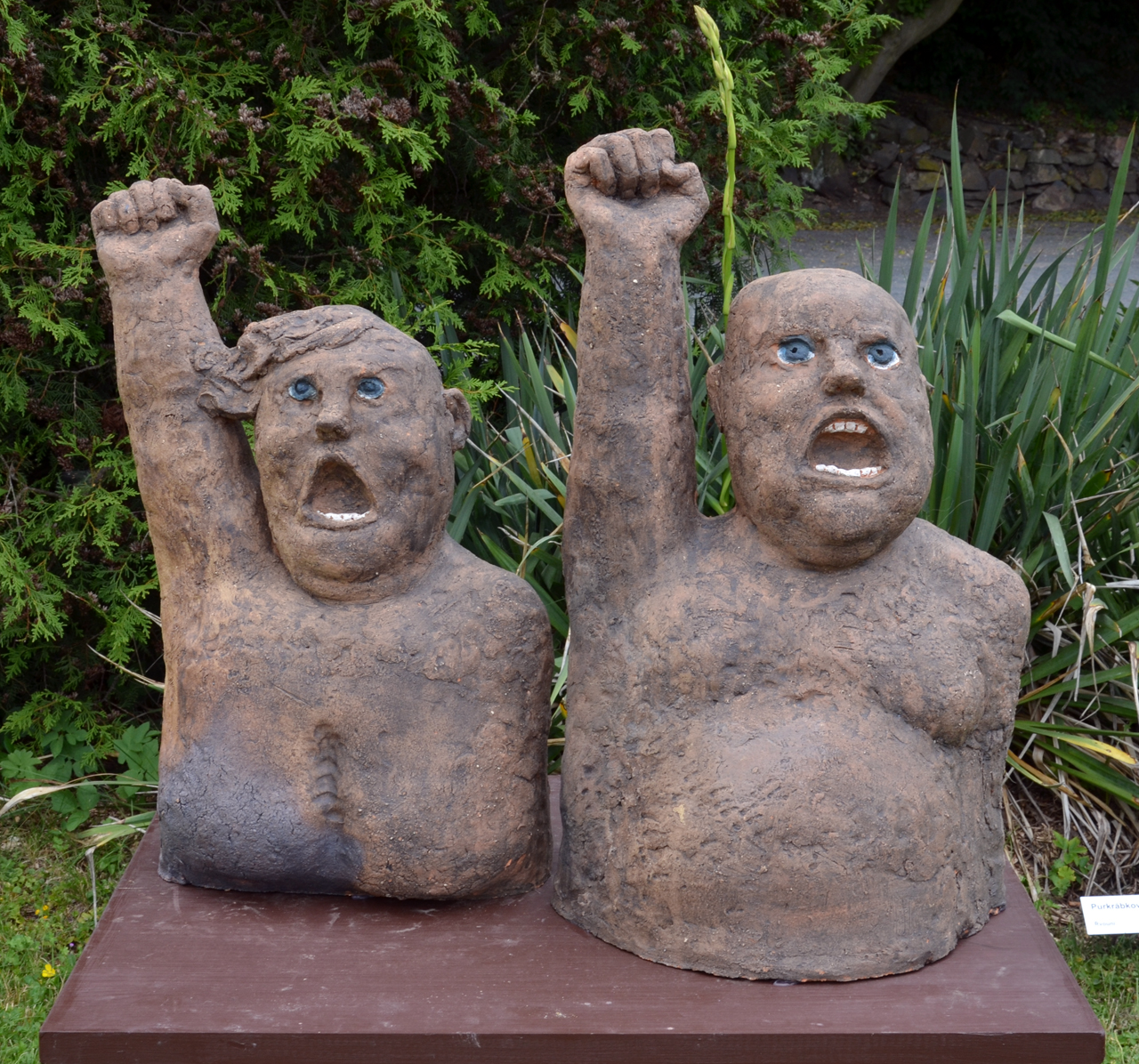
Hana Purkrábková, Řvouni, 2014
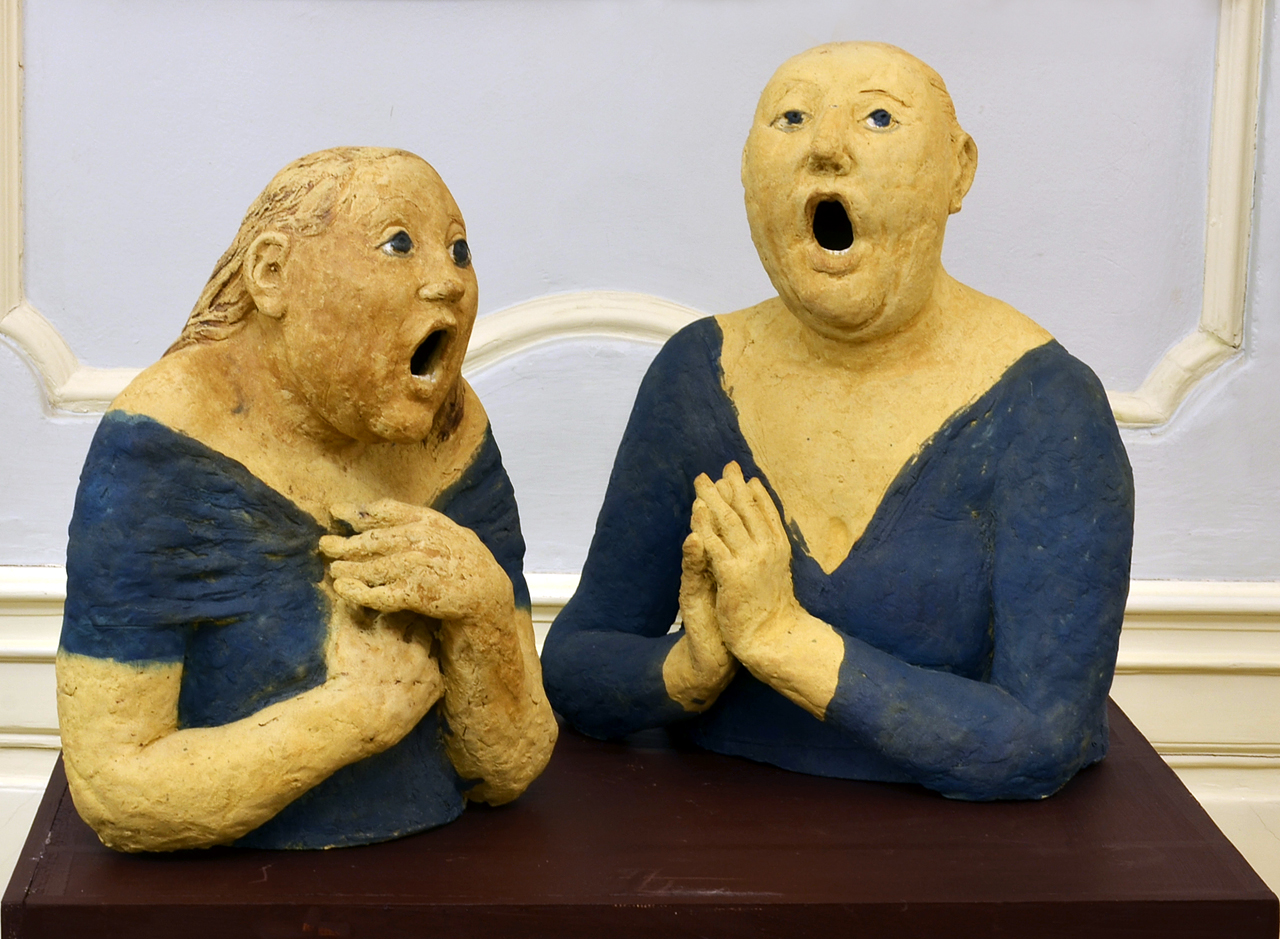
Hana Purkrábková, Zpěvačka I a II, 2015
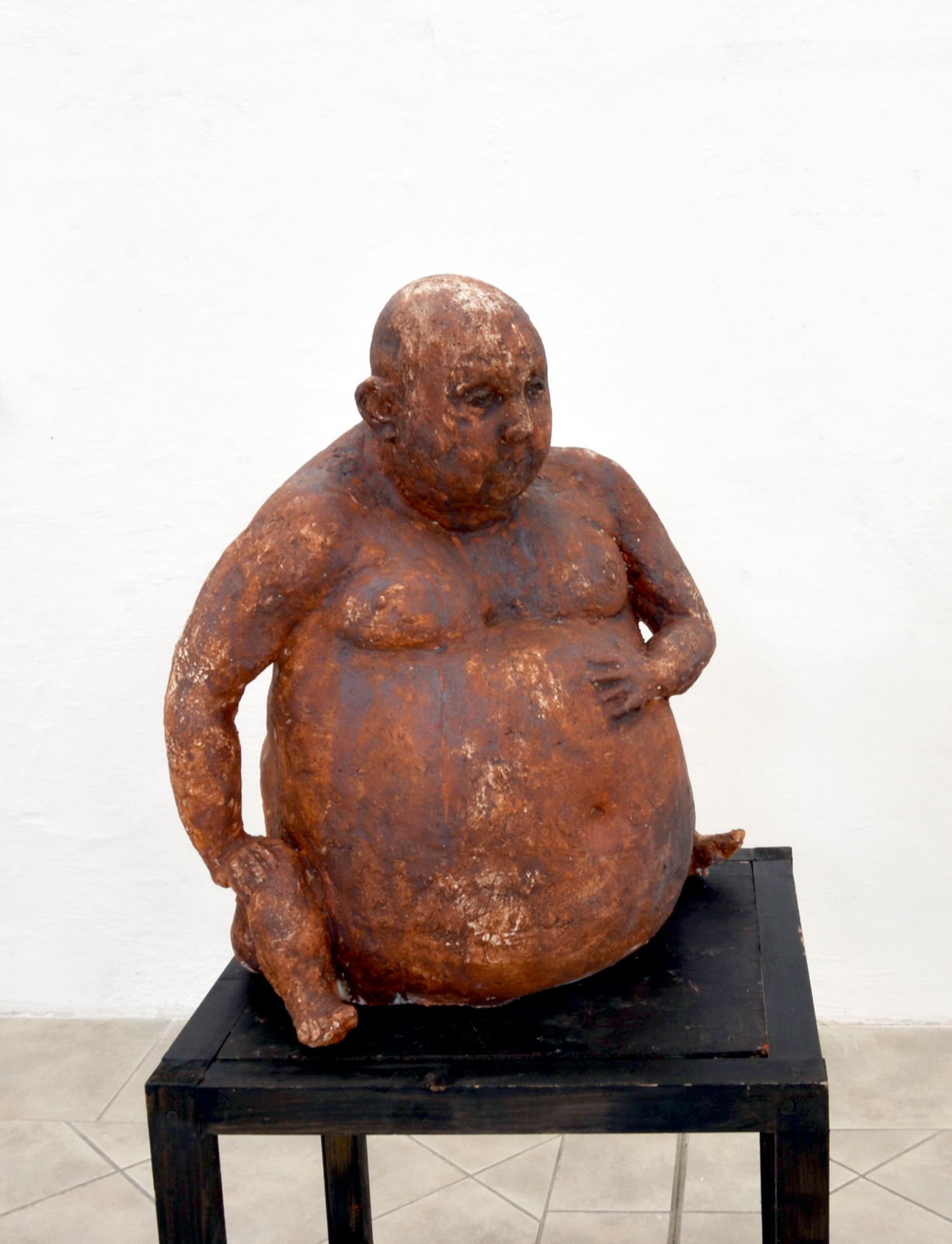
Hana Purkrábková, Tlusťoch (2015-2017)
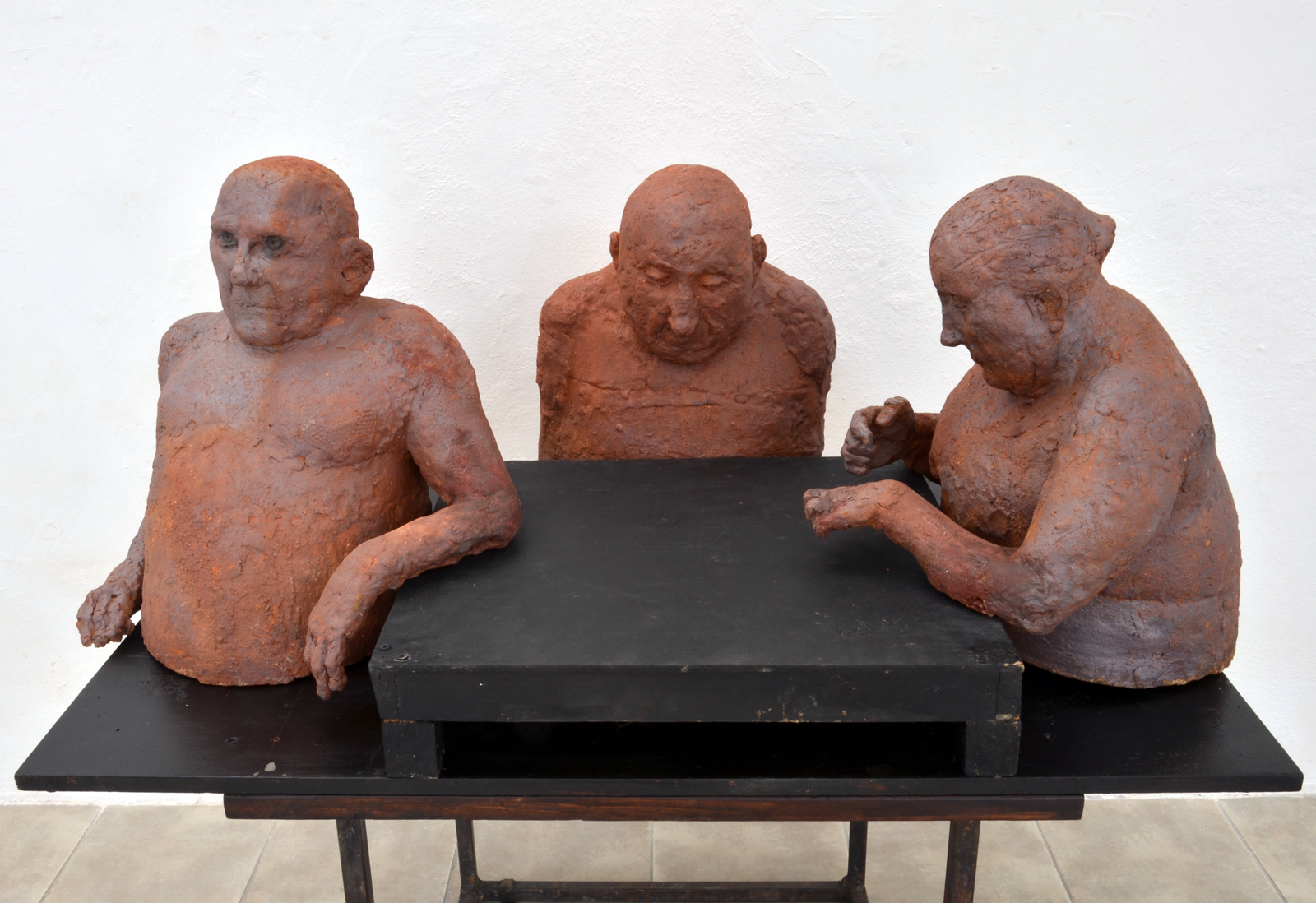
Hana Purkrábková, Tři u stolu (2016-2017)
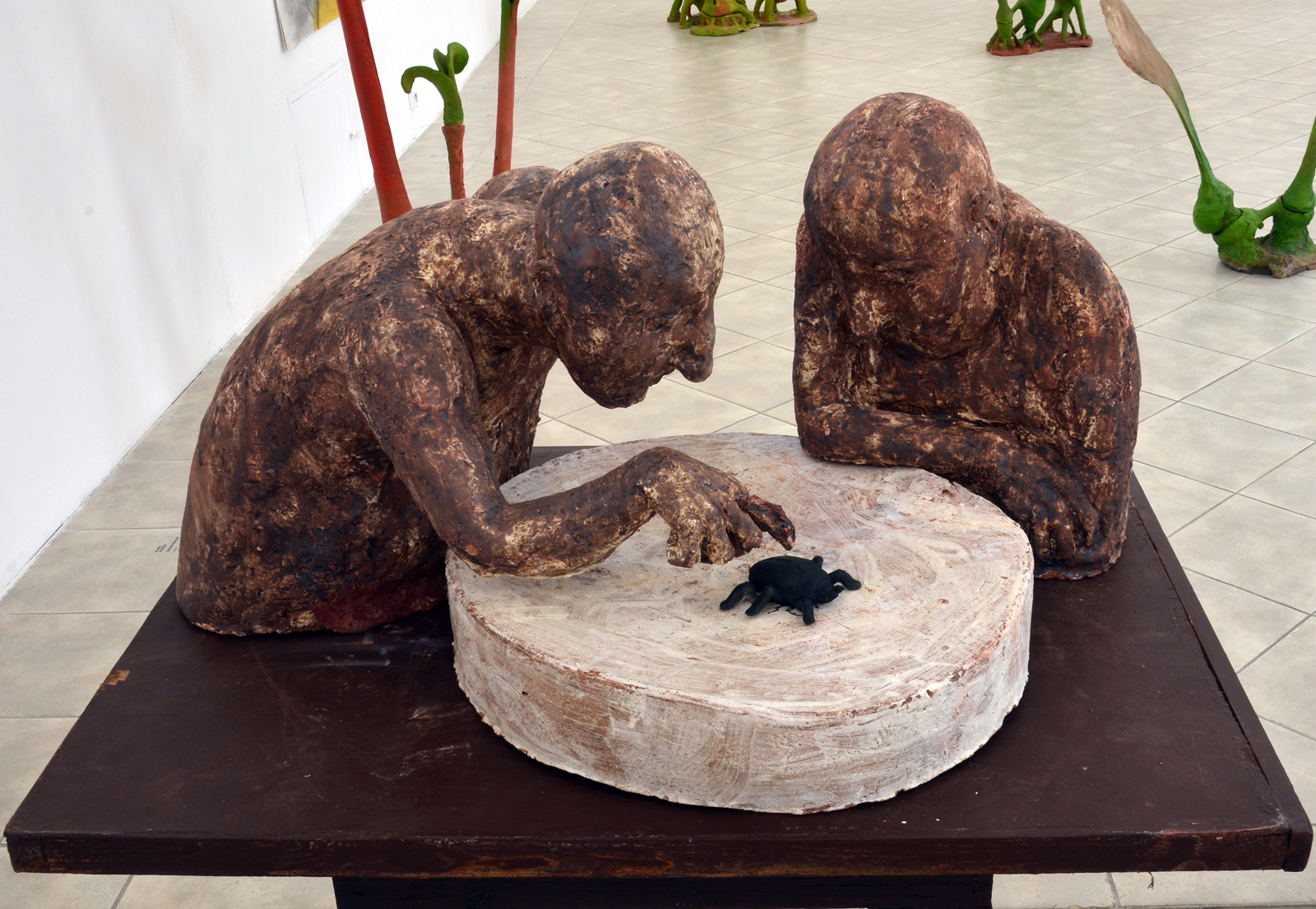
Hana Purkrábková, Broukozpytec (2016-2017)

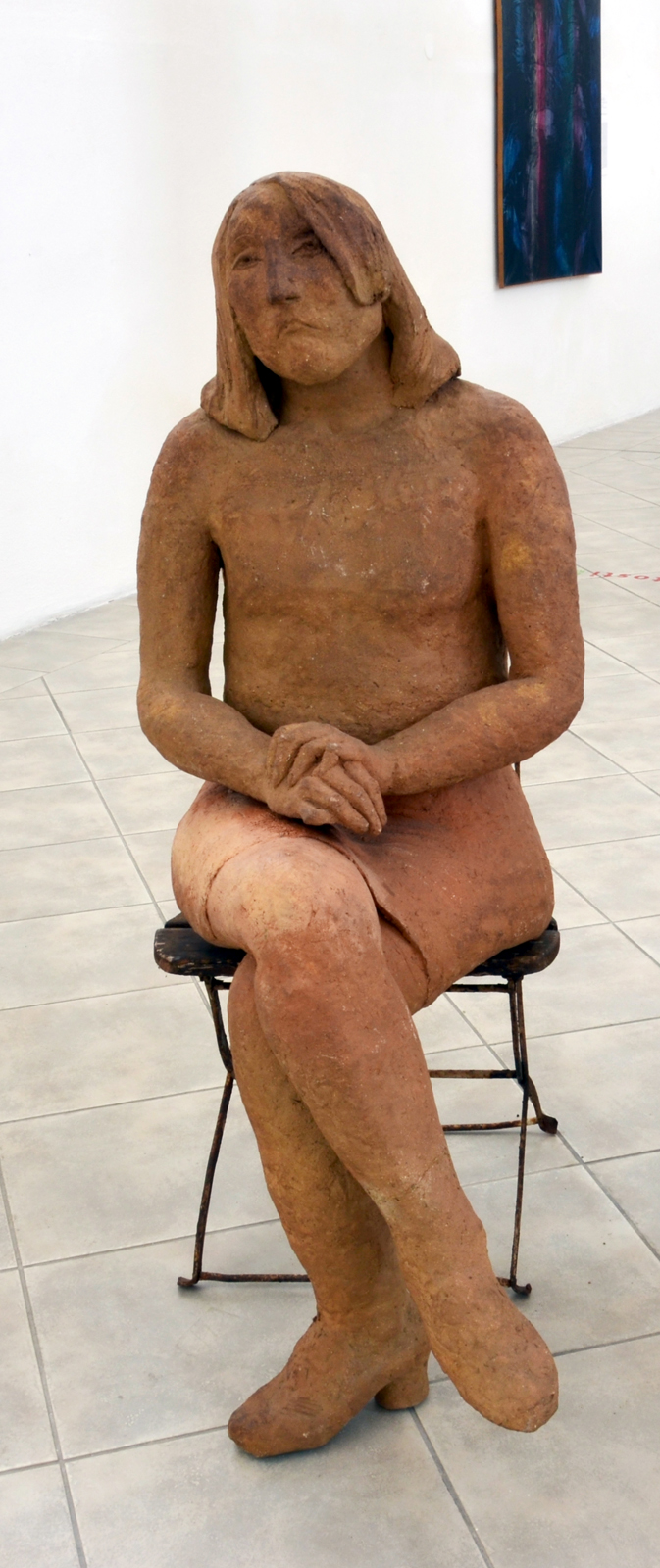
V čekárně (1995-2012) a
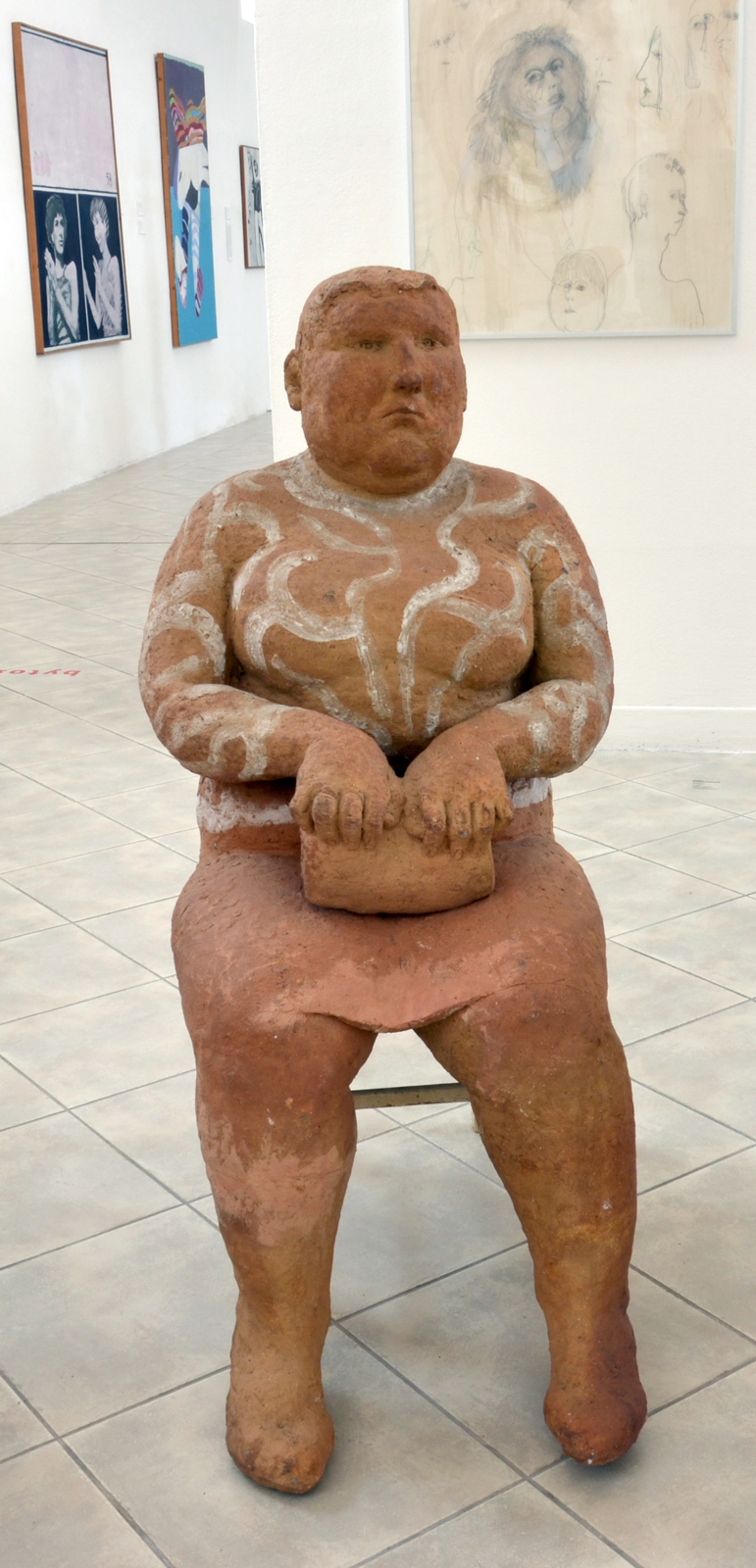
V čekárně (1995-2012) b
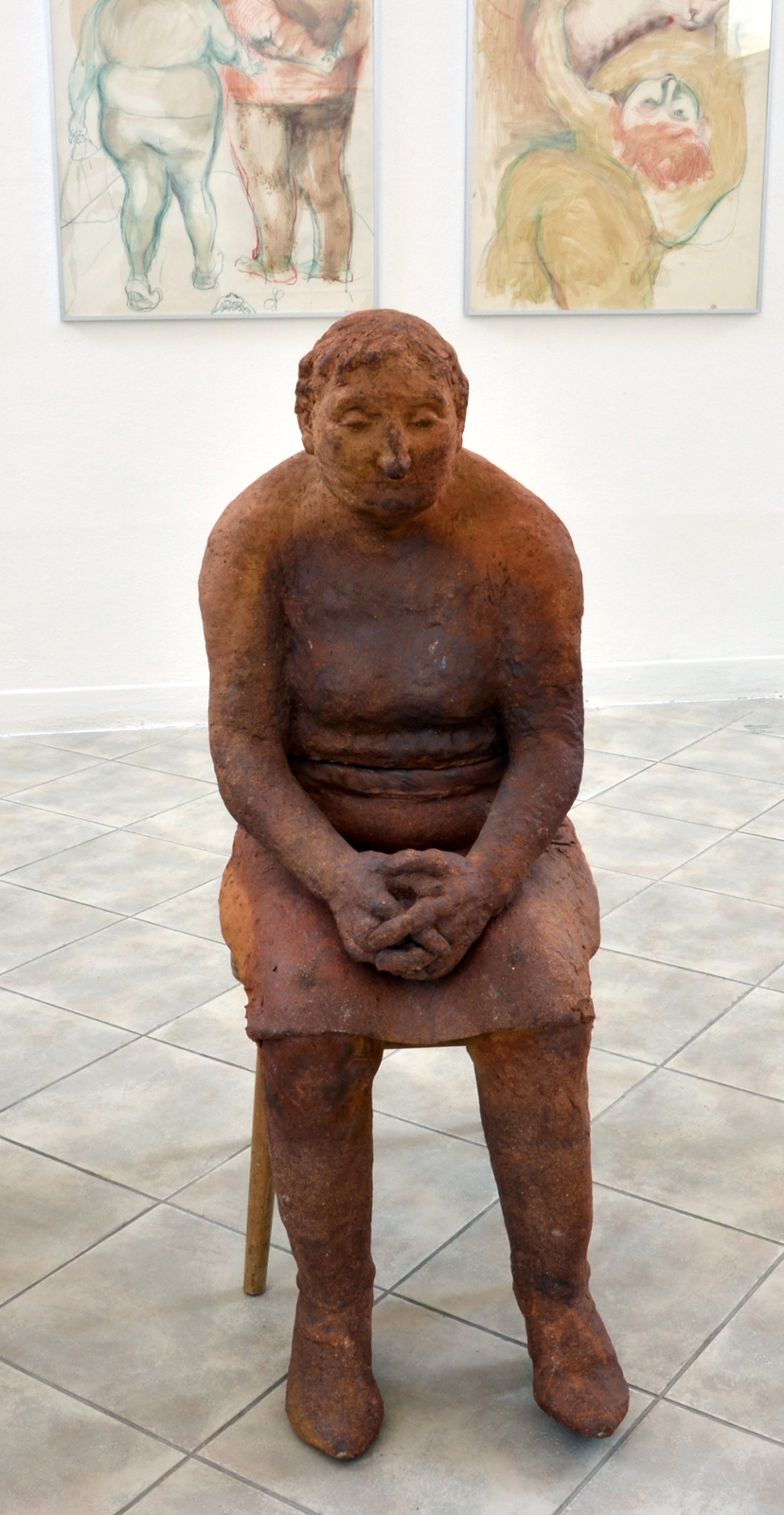
V čekárně (1995-2012) c
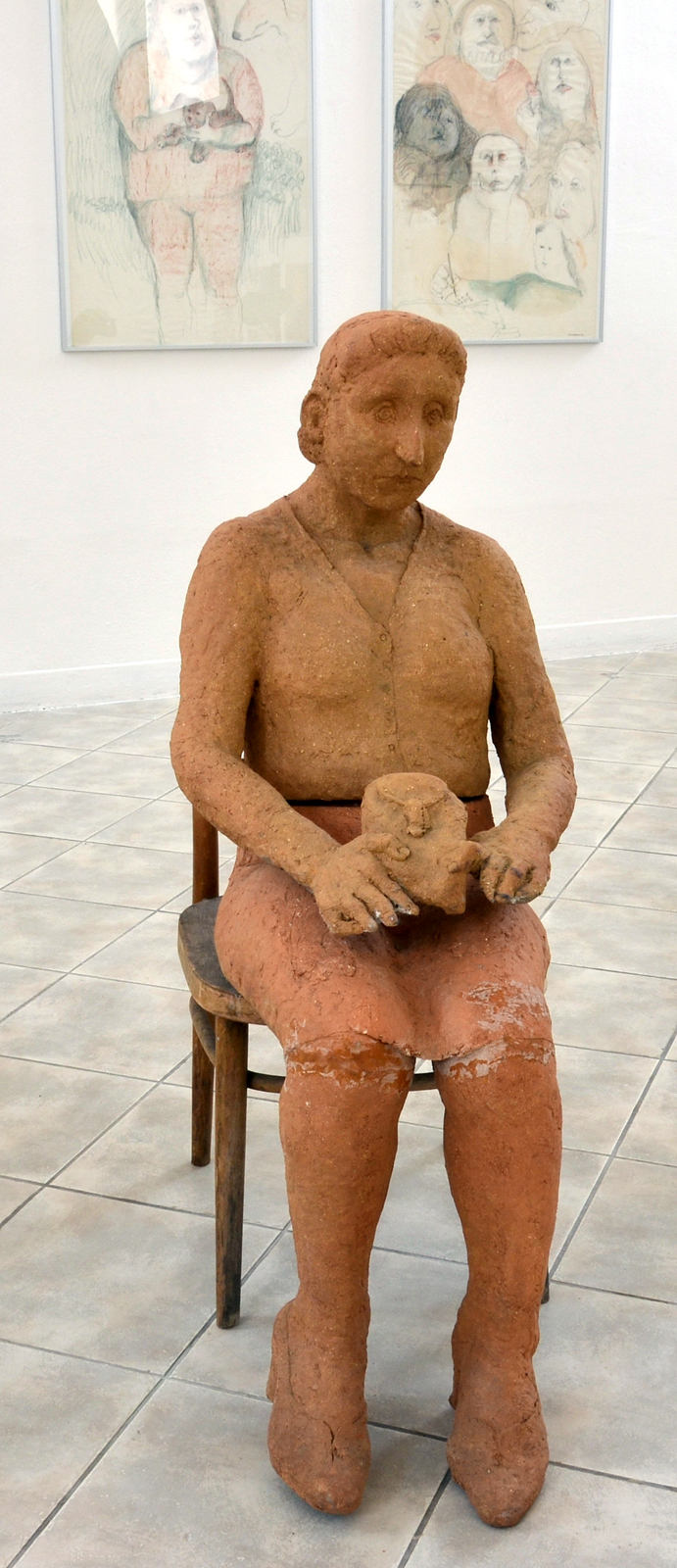
V čekárně (1995-2012) d
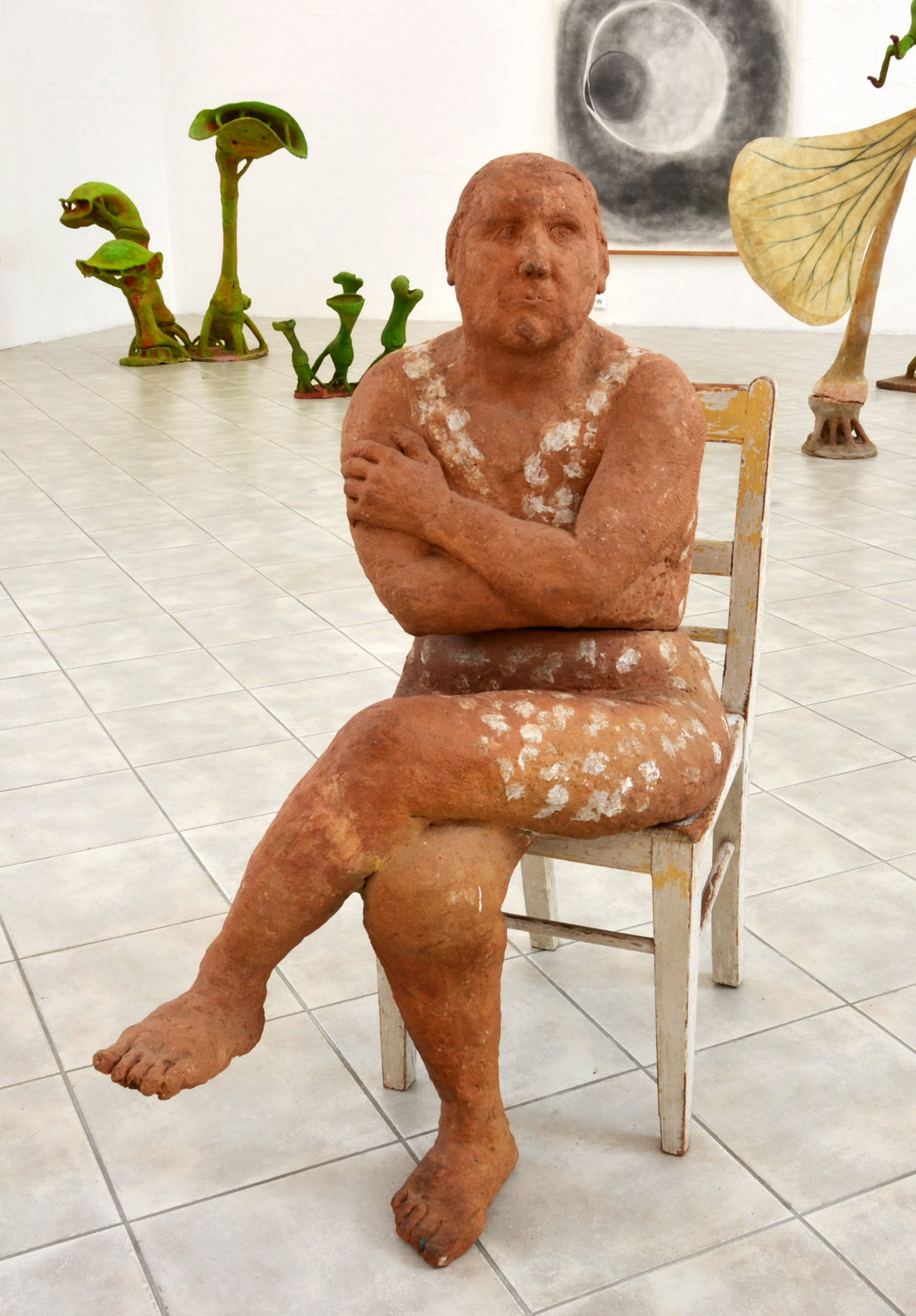
V čekárně (1995-2012) e

### Zastoupení ve sbírkách
- Clay Studio, Philadelphia
- Galerie Gualdo Tadino
- Národní galerie v Praze
- Moravská galerie v Brně
- Uměleckoprůmyslové muzeum v Praze
- Městská galerie v Brně
- Alšova jihočeská galerie v Hluboké nad Vltavou
- Galerie výtvarného umění v Chebu
- Severočeská galerie výtvarného umění v Litoměřicích
- Keramická sbírka v Bechyni
- Galerie moderního umění v Roudnici nad Labem
- Městské muzeum a galerie v Hranicích
- Horácké muzeum v Novém Městě na Moravě

### Výstavy

#### Autorské
- 1977 Museum Týn/Vlt. (s Věrou Boudníkovou)
- 1983 Keramická plastika, Museum Bechyně
- 1986 Keramika, Galerie Centrum, Praha
- 1988 Hana Purkrábková: Sochy, Karel Pauzer: Kresby, sochy, Atrium, Praha
- 1988 Plastiky, Zbrašovské aragonitové jeskyně, Teplice nad Bečvou
- 1991 Galerie na Můstku, Praha
- 1992 Plastiky, Galerie Litera, Praha
- 1993 Sochy AJG Bechyně
- 1995 Plastika, Husova 21, Praha
- 1995 Plastiky, Galerie Atelier Kateřiny Dostálové, Olomouc
- 1996 Výstafka, Galerie Litera, Praha
- 1998 Spáči a ostatní, Galerie Rich Art, Chrudim
- 1997 Máselnice, Český Krumlov
- 2002 Sculture e disegni, Art...on paper, Lugano
- 2004 Karel Pauzer: Trochu přírodopisu, Hana Purkrábková: Vybraná společnost, Severočeská galerie výtvarného umění v Litoměřicích
- 2005 Sochy a Kresby, Galerie Magna, Ostrava
- 2005 Vybraná společnost, Galerie umění Karlovy Vary, AJG Bechyně
- 2005 Malá společnost, Galerie Art, Chrudim
- 2006 Lepší už to nebude, Galerie Navrátil, Praha
- 2011 Půlosoby, Galerie Art, Chrudim
- 2011/12 Dočasný pobyt, Galerie Navrátil, Praha
- 2012 Vybraná společnost, Galerie výtvarného umění v Havlíčkově Brodě
- 2016 Hana Purkrábková, Karel Pauzer / Vidět život, Galerie u Bílého jednorožce, Klatovy
- 2017 Karel Pauzer / Hana Purkrábková: Bytosti, GMU Roudnice nad Labem

#### Společné
- 1962 Světová výstava keramiky, Praha
- 1965 Výtvarní umělci k výročí 20 let ČSSR, Dům U Hybernů, Praha
- 1966 Výstava mladých / Exposition des jeunes, Dům pánů z Kunštátu, Brno
- 1967 Výstava mladých ´67, Výstavní síň ÚLUV, Praha
- 1968 Výstava mladých ´68, Výstavní síň ÚLUV, Praha
- 1968 Intersymposium ČSSR - Keramika Bechyně 68, Galerie Václava Špály, Praha
- 1969 Nová figurace, Mánes, Praha
- 1970 Sodobna češkoslovaška umetnost, Piran, Zagreb, Ljubljana
- 1976 Podoba člověka v keramice, Moravská galerie v Brně
- 1980 Užité umění 70/80. Sklo, kov, textil, nábytek, keramika, Moravská galerie v Brně
- 1981 Devět, Galerie ve věži, Mělník
- 1984 3. členská výstava středočeských výtvarníků, Středočeská galerie, Praha
- 1984 Moderne Keramik Tschechoslowakischer Künstler, Keramion, Museum Frechen
- 1987 Ceramic Sculpture from Czechoslovakia, Lee Sclar Gallery, Morristown
- 1988 Keramika 88, Palác kultury, Praha
- 1988 Forum 1988, Holešovická tržnice, Praha
- 1989 Úsměv, vtip a škleb, Palác kultury, Praha
- 1989 Keramická plastika, Vojanovy sady, Praha
- 1989 Tendence v českém sochařství 1979 - 1989, Bezručovy sady, Olomouc
- 1991 Šedá cihla 78/1991, Dům umění v Opavě, Galerie U Bílého jednorožce, Klatovy
- 1991 Hana Purkrábková: Keramické plastiky, Karel Pauzer: Keramické plastiky, grafiky, Marián Mudroch: Kresby, grafiky, Sovinec
- 1991 Keramika 91, Mánes, Praha
- 1991 Tschechische Keramik, Hetjens-Museum/Deutsches Keramikmuseum, Düsseldorf
- 1992 Contemporary East European Ceramics, The Clay Studio, Philadelphia
- 1992 Přírůstky českého umění 20. století z let 1989-1992, Jízdárna Pražského hradu, Praha
- 1992 Kunstmarkt '92, Galerie Brigitte Knyrim, Regensburg
- 1992/2000 Umělecká beseda, členské výstavy,Mánes, Praha
- 1993 Socha hlína, SGVU v Chebu , Středočeská galerie, Praha, Letohrádek Ostrov, Karlovy Vary
- 1993/94 Nová figurace, Severočeská galerie výtvarného umění v Litoměřicích, Východočeská galerie v Pardubicích, Moravská galerie v Brně, Dům umění v Opavě, Oblastní galerie Vysočiny v Jihlavě
- 1994 Fünf tschechische Keramiker, Galerie L, Hamburg
- 1994 Socha a hlína podruhé, Mánes, Praha
- 1994 Česká současná keramika / Czech Contemporary Ceramics, Dům u Kamenného zvonu, Praha
- 1995 1. Salon české keramiky 1995, Středočeské muzeum, Roztoky
- 1995/96 Tschechische Keramik, Ehemalige Synagoge, Galerie für Englische Keramik
- 1996 1. Nový zlínský salon, Zlín
- 1996/97 Umění zastaveného času / Art when time stood still, Česká výtvarná scéna 1969-1985, Praha, Brno, Cheb
- 1996 Zpřítomnění, Přírůstky galerie z let 1987 - 1994, Zámek Klenová
- 1998 Keramické setkání 1998, Galerie V zahradě, Kolín
- 1998 Die Menschliche Figur, Kunstforum Kirchberg, Bern
- 1998 10 sochařů Umělecké besedy, zámek Hranice
- 1999 Přírůstky sbírek státních galerií z let 1990 - 1997, Jízdárna Pražského hradu
- 1999 Umění zrychleného času. Česká výtvarná scéna 1958 - 1968, Praha, Cheb
- 2000 Keramische Plastik, Kunstforum Kirchberg, Bern
- 2000 Od nádoby k soše, Novoměstská radnice, Praha
- 2001 První výstava XXI. století, Galerie Mona Lisa, Olomouc
- 2001 ...o lidech..., České muzeum výtvarných umění, Galerie Bayer & Bayer, Praha
- 2001 Barevná socha, Severočeská galerie výtvarného umění v Litoměřicích
- 2001 II. salon živých a mrtvých, Galerie Mona Lisa, Olomouc
- 2004 Animálie, Artpro Gallery, Praha
- 2004 Socha a hlína na hradě, Hrad Sovinec
- 2005 Socha a hlína na zámku, Středočeské muzeum, Roztoky
- 2005 Osteuropäische Keramik - Geforme Erde, Oberpfälzer Künstlerhaus, Schwandorf
- 2005 Umělecká beseda: Pocta Václavu Rabasovi, Rakovník
- 2005 Výstavní síň Viléma Wünscheho, Havířov
- 2006 České umění 20. století 1940 - 1970, Alšova jihočeská galerie v Hluboké n/Vlt.
- 2007 Od sochy ... Galerie U Bílého jednorožce, Klatovy
- 2007 Členská výstava Umělecké besedy, Rychnov nad Kněžnou, Plzeň, Praha, Most
- 2007 Vltavotýnské výtvarné dvorky 2007, Městská galerie Art Club, Týn nad Vltavou
- 2008 Zrozeno do prostoru, Hrad Sovinec
- 2008 Kalendáře pro Jindru Štreita, Galerie Smečky, Praha
- 2008 Česká plastika, Galerie Moderna, Praha
- 2008 Socha pálená, Atrium, Praha
- 2008 5. salón živých a mrtvých, Galerie Mona Lisa, Olomouc
- 2009 Mini UB 2009, Galerie Vltavín, Praha
- 2009 Věčná pomíjivost, Kostel Zvěstování Panny Marie, Litoměřice
- 2010 Umělecká beseda: Pocta Bohuslavu Reynkovi, Havlíčkův Brod
- 2010 Bláznivý barevný svět, Galerie Millennium, Praha
- 2012 Letní keramická plastika, Klenová
- 2015 Letní keramická plastika, Muzeum Roztoky
- 2016 Letní keramická plastika, Muzeum Roztoky
- 2017 Letní keramická plastika, Muzeum Roztoky
- 2018 Letní keramická plastika, Muzeum Roztoky

### Knihy
- Současná keramika, Růžička M, Vlček T, 1979, Odeon (71 s.)
- Umění v IPB, Durdisová S a kol., 1998, (305 s.)
- Nová encyklopedie českého výtvarného umění , Horová A a kol., 1995, Academia, ISBN 80-200-0522-6
- Slovník českých a slovenských výtvarných umělců 1950 – 2003, (2003), Výtvarné centrum Chagall, Ostrava, ISBN 80-86171-17-5

### Katalogy
- Hana Purkrábková, 1991, kat. 4 s., ČFVU Praha
- Hana Purkrábková: Keramická plastika, 1992, Růžička Milouš, kat. 8 s., Alšova jihočeská galerie v Hluboké nad Vltavou
- Hana Purkrábková: Plastiky, 1992, Neumannová Švaňková Eva, kat. 4+1 s., Galerie Litera Praha
- Hana Purkrábková: Spáči a ostatní, 1998, Novotná Jarmila, kat. 4 s., Galerie Rich Art, Chrudim
- Hana Purkrábková - Vybraná společnost, Karel Pauzer - Trochu přírodopisu, 2004, Milena Klasová, Eva Petrová a Kristián Suda, Severočeská galerie výtvarného umění v Litoměřicích
- Hana Purkrábková, 2005, Galerie Magna Ostrava